# Fermi
Fermi je mjerna jedinica jedinica za duljinu, upotrebljavana u nuklearnoj fizici.  Nazvana je po talijanskom fizičaru Enricu Fermiju. Jedan fermi je jednak 10−15 metara, tj. decimalnoj jedinici femtometar (fm), koja je i preporučena za uporabu umjesto fermija.

## Vanjske poveznice
- Konverter mjernih jedinica  Arhivirana inačica izvorne stranice od 21. lipnja 2021. (Wayback Machine) konverter-jedinica.com